# Brasília (Bayeux)
Brasília é um bairro da cidade de Bayeux, estado da Paraíba.
Segundo o IBGE, no ano de 2010 residiam no bairro 3.092 pessoas, sendo 1.449 homens e 1.643 mulheres.
O bairro localiza-se a cerca de 1 quilômetro do centro da cidade. Acesso feito pela BR-230 ou Avenida Liberdade.